# Pierre Ngaiohni
Pierre Ngaiohni est un homme politique français, né sur l'île de Maré (Nouvelle-Calédonie) en 1956. Membre du Front de libération nationale kanak et socialiste (FLNKS) et en son sein de l'Union calédonienne (UC), il est le vice-président du 8e gouvernement de la Nouvelle-Calédonie issu de l'accord de Nouméa du 15 juin 2009 au 3 mars 2011 et est le maire de Maré depuis le 6 avril 2014.

## Formation et vie professionnelle
Il obtient sa licence de géographie à l'université Toulouse II-Le Mirail en 1985. Enseignant en histoire-géographie au sein de l'Alliance scolaire de l'Église évangélique (ASEE), le principal organisme d'enseignement privé protestant en Nouvelle-Calédonie, il a d'abord enseigné au sein du lycée professionnel Do Kamo à Nouméa puis au collège de Taremen situé sur le territoire de la tribu de Tuho dans le district coutumier de Guahma à Maré, dont il devient le directeur jusqu'en 2005.

## Une entrée récente en politique
Impliqué au sein du comité directeur local de l'Union calédonienne à Maré depuis le début des années 1990, Pierre Ngaiohni n'a cependant jamais occupé de mandat électif même s'il a déjà figuré sur certaines listes présentées ou soutenues par son parti lors d'élections locales (il est ainsi en 9e position de la liste UC emmenée par Néko Hnepeune aux Îles Loyauté lors des élections provinciales de 2004).
Depuis les élections provinciales de 2004, il a toujours été choisi en seconde position de la liste présentée par le groupe Union calédonienne du Congrès lors de l'élection du gouvernement local. Seulement, ce groupe étant limité à seulement 7 membres, l'UC n'obtenait ainsi à chaque fois qu'un élu sur 11 membres au sein de l'exécutif, à savoir Gérald Cortot. Ce n'est qu'après le rapprochement entre les différentes composantes du FLNKS et la décision de présenter une liste indépendantiste commune lors du renouvellement du gouvernement en 2007 que Pierre Ngaiohni, no 4 de cette liste unitaire, a pu faire son entrée au sein du second gouvernement présidé par Harold Martin à partir du 21 août 2007. Il y est chargé d'animer et de contrôler les secteurs de la formation professionnelle et du transport aérien domestique. Il est surtout confronté à ce poste à un conflit opposant à la fin du mois de février et au mois de mars 2009 les usagers de l'île des Pins au sujet de la tarification des billets et la compagnie locale Air Calédonie, mais surtout une agitation sociale de plus en plus forte au sein de cette dernière menée par le syndicat USTKE.    
À la suite des élections provinciales du 10 mai 2009 (au cours desquelles il était présent en 15e place, soit une position non éligible, sur la liste UC de Néko Hnepeune aux îles Loyauté), il est reconduit dès le 5 juin au sein du nouvel exécutif désormais présidé par Philippe Gomès, dont il est élu vice-président le 15 juin suivant, en charge toujours du dossier de la formation professionnelle mais en abandonnant le transport aérien domestique pour les affaires coutumières, les relations avec le Sénat et les Aires coutumières et les questions de société.
Le 17 février 2011, lui ainsi que les autres membres UC du gouvernement et leurs suivants de liste démissionnent en bloc, relayant ainsi la contestation de leur parti contre Philippe Gomès et Calédonie ensemble sur la question des deux drapeaux (tricolore et indépendantiste) et provoquant ainsi la chute de l'exécutif. Lors de l'élection du successeur de ce dernier le 3 mars 2011, Pierre Ngaiohni n'est pas reconduit sur la liste du groupe FLNKS et sort donc du gouvernement. 